# فرودگاه شهری بیسبی
فرودگاه شهری بیسبی (به انگلیسی: Bisbee Municipal Airport) یک فرودگاه همگانی بهره‌برداری هوایی با کد یاتا BSQ است که یک باند فرود آسفالت دارد و طول باند آن ۱۸۰۷ متر است. این فرودگاه در شهر بیسبی، آریزونا کشور ایالات متحده آمریکا قرار دارد و در ارتفاع ۱۴۵۷ متری از سطح دریا واقع شده‌است.